# Амштетен (Њемачка)
Амштетен (њем. Amstetten) град је у њемачкој савезној држави Баден-Виртемберг. Једно је од 55 општинских средишта округа Алб-Донау-Крајс. Према процјени из 2010. у граду је живјело 3.952 становника. Посједује регионалну шифру (AGS) 8425008.

## Географија
Амштетен се налази у савезној држави Баден-Виртемберг у округу Алб-Донау-Крајс. Град се налази на надморској висини од 628 метара. Површина општине износи 49,8 km². У самом граду је, према процјени из 2010. године, живјело 3.952 становника. Просјечна густина становништва износи 79 становника/km².

## Међународна сарадња
| Мјесто      | Држава    | Врста сарадње | Од    |
| ----------- | --------- | ------------- | ----- |
| Сел сир Бел | Француска | партнерство   | 1990. |
| Извор       |           |               |       |